# Боярський (струмок)
Боярський (пол. Bujarski) — гірський потік в Україні, у межах Надвірнянського району і Яремчанської міської ради Івано-Франківської області на Гуцульщині. Правий доплив Пруту (басейн Дунаю).

## Опис
Довжина потоку приблизно 5 км. Формується з багатьох безіменних струмків. Потік тече у гірському масиві Ґорґани (Запрутські Ґорґани).

## Розташування
Бере початок на південно-західних схилах гори Яворова (1001 м). Тече переважно на північний захід і в місті Яремче впадає у річку Прут, ліву притоку Дунаю.

## Цікавий факт
- Біля верхів'я потоку розташоване заповідне урочище Підрокита[3].